# Ryszard Kaczyński
Ryszard Paweł Kaczyński (ur. 25 grudnia 1954 w Wejherowie) – polski polityk, nauczyciel, przedsiębiorca, poseł na Sejm V kadencji.

## Życiorys
Ukończył studia na Wydziale Chemii Uniwersytetu Gdańskiego. Pracował jako nauczyciel chemii w Liceum Ogólnokształcącym im. Króla Jana III Sobieskiego w Wejherowie. Działa w NSZZ „Solidarność”.
W 2005 z listy Prawa i Sprawiedliwości uzyskał mandat posła w okręgu gdyńsko-słupskim liczbą 7750 głosów.
23 maja 2006 został usunięty z Klubu Parlamentarnego PiS w związku ze spowodowaniem kolizji drogowej pod wpływem alkoholu w nocy z niedzieli 21 maja na poniedziałek 22 maja 2006. Badanie alkomatem wykazało 1,69 promila alkoholu w wydychanym powietrzu. Za to przestępstwo został skazany na karę 6 miesięcy pozbawienia wolności z warunkowym zawieszeniem jej wykonania na okres 2 lat próby oraz karę grzywny. Orzeczono również nawiązkę na rzecz fundacji pomagającej ofiarom wypadków drogowych i zakaz prowadzenia pojazdów mechanicznych na 2 lata.
22 września 2006 został członkiem nowo powstałego klubu parlamentarnego Ruchu Ludowo-Narodowego. Po jego rozpadzie pozostał posłem niezrzeszonym, związanym w dalszym ciągu z PiS. Wniosek o jego ponowne przyjęcie do klubu parlamentarnego tej partii nie został rozpatrzony do końca kadencji. W wyborach parlamentarnych w 2007 nie ubiegał się o reelekcję.
W 2000 otrzymał Srebrny Krzyż Zasługi.